# Торопов, Валерий Леонидович
Вале́рий Леони́дович То́ропов (род. 13 мая 1956) — советский легкоатлет, специалист по бегу на средние дистанции. Выступал на всесоюзном уровне в конце 1970-х — начале 1980-х годов, чемпион СССР, победитель и призёр первенств всесоюзного значения, участник чемпионата Европы в Праге. Представлял Ленинград и спортивное общество «Буревестник».

## Биография
Валерий Торопов родился 13 мая 1956 года. Занимался лёгкой атлетикой в Ленинграде, выступал за добровольное спортивное общество «Буревестник».
Впервые заявил о себе на всесоюзном уровне в сезоне 1978 года, когда в беге на 800 метров одержал победу на соревнованиях в Подольске и в беге на 1500 метров финишировал четвёртым на Мемориале братьев Знаменских в Вильнюсе. Попав в состав советской сборной, выступил на чемпионате Европы в Праге — на предварительном квалификационном этапе 1500 метров показал время 3:45.1, чего оказалось недостаточно для выхода в финальную стадию. Позднее также успешно стартовал на чемпионате СССР в Тбилиси, где взял бронзу в дисциплине 1500 метров и с ленинградской командой получил серебро в эстафете 4 × 800 метров.
В 1979 году на дистанции 1500 метров стал бронзовым призёром на зимнем чемпионате СССР в Минске, с личным рекордом 3:38.3 финишировал шестым на соревнованиях в Сочи, завоевал бронзовую награду на чемпионате страны в рамках VII летней Спартакиады народов СССР в Москве. Принимал участие в международном старте ISTAF в Берлине, где с личным рекордом 3:58.92 занял шестое место в беге на 1 милю.
На чемпионате СССР 1980 года в Донецке выиграл серебряную и бронзовую медали на дистанциях 800 и 1500 метров соответственно, тогда как в эстафете 4 × 800 метров завоевал золото.
В 1981 году на соревнованиях в Москве превзошёл всех соперников в беге на 3000 метров с препятствиями, на чемпионате СССР в Москве стал бронзовым призёром в беге на 1500 метров.